# Kočov
Kočov är en ort i Tjeckien.   Den ligger i regionen Plzeň, i den västra delen av landet, 120 km väster om huvudstaden Prag. Kočov ligger 471 meter över havet och antalet invånare är 202.
Terrängen runt Kočov är huvudsakligen platt. Kočov ligger nere i en dal. Runt Kočov är det ganska glesbefolkat, med 34 invånare per kvadratkilometer. Närmaste större samhälle är Planá, 6,6 km norr om Kočov. Omgivningarna runt Kočov är en mosaik av jordbruksmark och naturlig växtlighet.